# Hysgjokaj
Hysgjokaj è una frazione del comune di Lushnjë in Albania (prefettura di Fier).
Fino alla riforma amministrativa del 2015 era comune autonomo. Dopo la riforma è stato accorpato insieme agli ex-comuni di Allkaj, Ballagat, Bubullimë, Dushk, Fier-Shegan, Golem, Karbunarë, Kolonjë e Krutje a costituire la municipalità di Lushnjë.

## Località
Il comune era formato dall'insieme delle seguenti località:
- Hysgjokaj
- Kurti
- Canakaj
- Kupaj
- Leka